# Daft Punk
A Daft Punk francia (közelebbről párizsi) elektronikus zenei duó volt, amely az 1990-es évek house-mozgalma idején jelentős népszerűségre tett szert. Két francia fiatal, Guy-Manuel de Homem-Christo (1974. február 8.) és Thomas Bangalter (1975. január 3.) alakította a duót. Zenéjükben a house, techno, a 80-as évek popja vegyül a 70-es évek funkjával. 2021. február 22-én jelentették be visszavonulásukat, okokat egyelőre nem közöltek.

## Története

### Kezdetek (1987–1992)
Az együttes tagjai Párizsban, a Lycée Carnot gimnáziumban ismerkedtek meg. Néhány másik barátjukkal felvettek pár számot, majd Laurent Brancowitzcal megalakították a Darlin' nevű formációt. Guy-Manuel és Thomas basszusgitáron játszott, Laurent dobolt. A Stereolab kiadta egyik számukat egy többelőadós lemezen. Egy negatív kritika úgy illette az együttest, mint "a bunch of daft punk", vagyis "egy rakat bolond / agyilag zokni punk". Ahelyett, hogy elutasították volna, viccesnek találták, és Laurent Brancowitz kilépését követően ketten megalakították a Daft Punkot.

### Homework (1993–1999)
1993-ban egy partin találkoztak Stuart McMillannel (a Soma Quality Recordings egyik alapítójával), akinek egy demót adtak: ez lett a Daft Punk debütáló kislemezének alapja (The New Wave), ami 1994-ben meg is jelent – igaz csak limitált példányszámban. 1995-ben felvették a Da Funk című dalukat, ami rendkívül sikeres lett. A következő évben leszerződtek a Virgin Recordsnál. A Da Funk és az Alive később rákerült a '97-es debütáló albumukra, mely a Homework címet viseli. Az album a techno, a house, az acid house és az elektro stílus innovatív egyvelege és széles körökben tekintettek rá úgy, mint a kilencvenes évek egyik legbefolyásosabb dance-albumára. A következő kislemez – az Around the World – szintén meghódította a világot.

### Discovery (1999–2003)
1999-re a duó már a második albumának munkálataiban volt elmerülve. A 2001-es Discovery eltért az előző albumuk, a Homework hangzásvilágától, mivel a késői hetvenes, korai nyolcvanas évekre jellemző hangzás erős használata jellemzi a lemezt. Angliában második lett a toplistán (2,7 millió példány fogyott belőle világszerte), a 2000 novemberében kiadott One More Time című kislemez maxija pedig hatalmas sikernek örvendett a szórakozóhelyeken. Ugyanezt érték el a Digital Love és a Harder, Better, Faster, Stronger kislemezei is. 2003-ban Leiji Matsumoto segítségével megalkották az Interstella 5555: The 5tory of the 5ecret 5tar 5ystem című animációs filmet.

### Human After All (2004–2007)

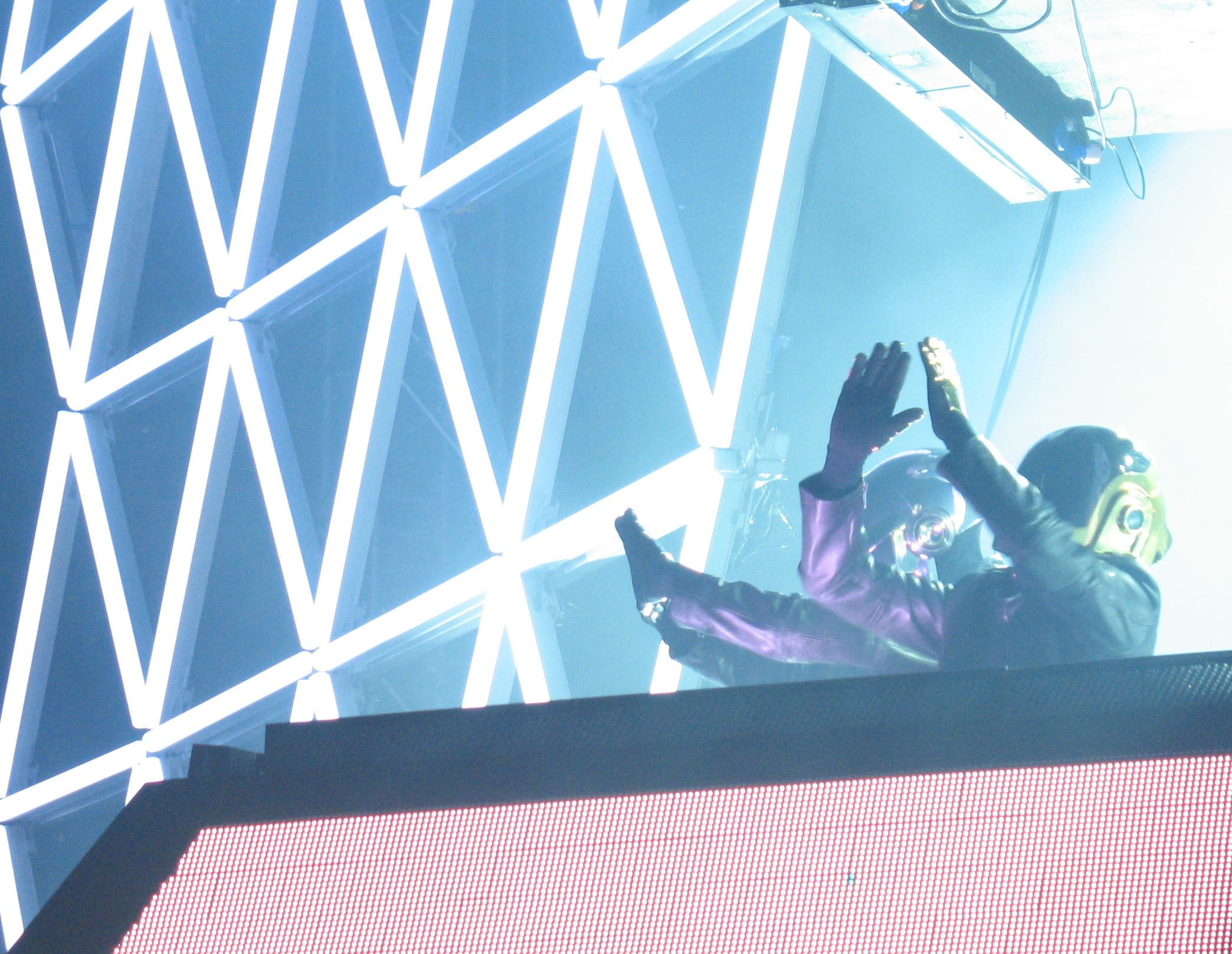
A Daft Punk 2007 július 27-én Kaliforniában

2004-től a csapat új anyagon dolgozott, ami 2005-ben látta meg a napvilágot. A Human After All című lemezről a Robot Rock, a Technologic, a Human After All és a The Prime Time of Your Life lett kislemez. Az album vegyes kritikákat kapott, de főleg azt hangsúlyozták, hogy túlságosan ismétlődő és láthatóan-hallhatóan siettetett körülmények között készült. 2006-ban Musique Vol. 1 1993-2005 címen kiadásra került antológiájuk CD/DVD formában. Ugyanebben az évben a Daft Punk's Electroma című saját rendezésű filmjük premierre került a Cannes-i Filmfesztiválon.
2007 novemberében Alive 2007 címmel koncertlemezzel álltak elő. Az albumon az Alive 2007 turnéjuk párizsi állomása hallható.

### "TRON" (2008–2011)
2008-ban Daft Punk nem adott ki új lemezt. Wiley egy mintát használt a Daft Punk Aerodynamic című számából, amelyet az ebben az évben megjelent Summertime című számához használt fel. 2008-ban a zenekarról sok pletyka elterjedt, hogy készül az új lemez, ám ezek nem váltak valóra. A DJ Hero című játékba sok számuk bekerült, és ők maguk is játszható karakterekként kerültek a játékba, sok híres DJ-vel egyetemeben. 2009-ben egy internetes csaló valótlanul bejelentett egy turnét, és sok jegyet el is adott rá, melyek kínai koncertekről szóltak. A Daft Punk bejelentette, hogy turné leghamarabb csak 2010-2011-ben várható (ami sajnos nem valósult meg). 2009-ben más infó a zenekarról nem került ki, aminek valamilyen valóság alapja lenne. Egyedül az derült ki, hogy lesz egy projektje a zenekarnak: a TRON: Örökség című film betétdalait készítik el. A 2010. év már mozgalmasabb volt. Január-február környékén felreppentek hírek új turnéval kapcsolatban, melyek az idő előrehaladtával megint a süllyesztőbe kerültek. 2010-ben szerepeltek az Adidas Star Wars kollekciójának reklámjában. 2010 végén jelent meg az új lemez, amin a TRON: Örökség 22 betétdala hallható. Az album deluxe-kiadásban is megjelent, Európában egy bónuszlemezzel, amin 5, a normál változatú lemezen nem hallható dal, valamint egyéb tartalmak is helyet kaptak.
2010. október 20-án felléptek New Yorkban a Madison Square Gardenben a Phoenix zenekarral, ez volt 2008 óta az első nyilvános megjelenésük.
2010. december 17-én került a mozikba TRON: Örökség című film.
A film amerikai bemutatóján személyesen is megjelentek.
2011 márciusában Franciaországban a Coca-Cola limitált, Daft Punk-os külsővel ellátott palackokat adott ki.

### Random Access Memories (2011–2015)
A Soma Recordings kiadott egy korábban nem publikált "Drive" című számot amit még akkor rögzített a duó amikor még a Soma volt a kiadójuk, ekkor rögzítették a "Da Funk" és a "Rollin' and Scratchin'" számokat is. A szám szerepelt a Soma 20. évfordulóján kiadott többelőadós válogatásán. 2011 októberében a Daft Punk 28. helyen állt a DJ Magazine "2011 top 100 DJ-je" listáján azután, hogy egy évvel ezelőtt csak a 44. helyet foglalhatták el. 2012. január 19-én a duó 2. helyen volt a Mixmag által kiadott "Valaha volt legjobb dance-zenészek" listáján, őket csak a The Prodigy tudta megelőzni pár ponttal.
A Daft Punk a negyedik stúdióalbumán dolgozott, a Random Access Memorieson együttműködve az énekes-dalszövegíró Paul Williamsszel és a Chic frontemberével Nile Rodgersszel. 2012. májusban bejelentették, hogy Giorgio Moroder is együtt fog működni a duóval és rögzítettek egy beszédet egy stúdióban, ahol az 1960-as évektől használt mikrofonoktól kezdve egészen a napjainkig használatosakkal vették fel a monológot amiben az életéről és a pályafutásáról beszél. Chilly Gonzalez kijelentette egy interjúban, hogy előadott a Daft Punknak az új projektjükhöz egy egynapos találkozón: "Órákat játszottam nekik, amire szükségük lesz azt kiveszik belőle és abból ők bármit meg tudnak csinálni". Azt is hozzátette, hogy az album megjelenésére jövő tavaszig kell várni. A Fourplay zenekar egy tagja megemlítette, hogy ő is hozzájárult a Daft Punk projektjéhez
Ez év októberében a duó egy tizenöt perces mixszel állt elő, egy blueszenész, Junior Kimbrough számaival egy divatshow alkalmából. A DJ Magazine idén ismét csak a 44. helyet adta a "2012 top 100 DJ-je" listán a duónak.
2013 januárjában de Homem-Christo kijelentette, hogy alá fogják írni a szerződést a Sony Music Entertainmenttel a Columbia Recordson keresztül, és hogy az album tavasszal jelenik meg. Egy újság egyik cikkében olvasható volt a pontos megjelenés dátuma, ami 2013 május volt. Február 28-án a Daft Punk kitett egy képet a hivatalos Facebook-oldalukra, amin a duó két sisakja volt, amiknek a sarkán felfedezhető volt egy-egy kis Columbia Records-logó. Ezzel a képpel jelentették be, hogy a szerződést aláírták. Március 2-án egy amerikai esti műsor szünetében megjelent egy tizenöt másodperces Daft Punk-reklám. A reklámban egy stílusos animált verzióban volt látható a Daft Punk logója és a már említett sisakos kép. Március 23-án megjelent az első album-előrendelő oldal az iTuneson, itt volt először látható az album címe és a pontos megjelenés dátuma, ami május 21. volt. Az album hivatalos weboldalát és egy frissített tv-reklámot is bemutattak. Április 3-án az album hivatalos weboldala elindította a  The Collaboratorst, ami egy dokumentumvideo-sorozat volt az albumról.
További részleteket az albumról a 79 Wee Waa Show-n árultak el, amit május 17-én tartottak egy vidéki ausztrál városkában, Wee Waa-ban. Ezt a várost választották az albumbemutató eseményének helyszínéül. Egy Daft Punk-tag se vett részt az eseményen. Április 12-én egy kaliforniai zenei fesztiválon bemutatták a "Get Lucky" című szám előzetesét, amiben feltűnik az énekes Pharrel Williams és a már említett gitáros Nile Rodgers. A szám teljes változatát 2013. április 19-én lehetett először letölteni kislemezként. A "Get Lucky" lett a Daft Punk első 1. helyezett száma az Egyesült Királyság toplistáján április 28-tól egészen 4 hétig állt a szám az első helyen. A Spotify internetes zenestreamelő oldal azt nyilatkozta, hogy a rendszerük történetében ez a valaha volt legtöbbet játszott új szám.

### Végső projektek és feloszlás (2016–2022)
2021 február 22-én egy közel nyolc perces videót jelentettek meg Epilogue címmel, melyben a 2006-os Electroma filmből kivágott jelenet után jelentették be visszavonulásukat.

## Diszkográfia

### Nagylemezek
- 1997 Homework
- 2001 Discovery
- 2005 Human After All
- 2010 TRON Legacy Soundtrack
- 2013 Random Access Memories

### Koncertlemezek
- 2001 Alive 1997
- 2007 Alive 2007

### Remix albumok
- 2003 Daft Club
- 2006 Human After All: Remixes

### Válogatások
- 2006 Musique Vol. 1 1993–2005

### Egyéb
- 1999 D.A.F.T. (videoösszeállítás DVD)

- 2003 Interstella 5555: The 5tory of the 5ecret 5tar 5ystem (animációs film)

- 2006 Daft Punk's Electroma (film)

- 2010 Tron: Örökség (film, cameoszereplés)

- 2013 Get Lucky
- 2016 Starboy (kollaboráció The Weeknddel)

## Külső hivatkozások

### Hivatalos oldalak
- http://www.daftpunk.com/
- https://web.archive.org/web/20160408143516/http://www.daftalive.com/
- https://www.myspace.com/daftpunk
- https://web.archive.org/web/20110509095503/http://www.tronsoundtrack.com/

### Magyar oldalak
- http://zene.hu/mazeszak/reszletek.php?id=370